# Liste der Länderspiele der Futsalnationalmannschaft der Niederländischen Antillen
Die nachfolgende Liste enthält alle Länderspiele der ehemaligen Futsalnationalmannschaft der Niederländischen Antillen der Männer, die der Fußballverband der Niederländischen Antillen, die Nederlands Antilliaanse Voetbal Unie (NAVU), im Jahr 2000 gegründet hat. Futsal ist die einzige von der FIFA anerkannte Variante des Hallenfußballs. Bis zur Auflösung der Niederländischen Antillen im Jahr 2010 wurden acht Länderspiele ausgetragen.

## Länderspielübersicht
Legende
- Erg. = Ergebnis
- n. V. = nach Verlängerung
- i. S. = im Sechsmeterschießen
- abg. = Spielabbruch
- H = Heimspiel
- A = Auswärtsspiel
- * = Spiel auf neutralem Platz
- Hintergrundfarbe grün = Sieg
- Hintergrundfarbe gelb = Unentschieden
- Hintergrundfarbe rot = Niederlage

| Nr. | Datum      | Erg. | Gegner              |   | Austragungsort                                               | Anlass                                     | Bemerkungen |
| --- | ---------- | ---- | ------------------- | - | ------------------------------------------------------------ | ------------------------------------------ | --- |
| 1   | 21.07.2000 | 1:4  | Mexiko              | * | Heredia 1 (CRC), Palacio de los Deportes                     | CONCACAF-Meisterschaft 2000- Endrunde      | Erstes Spiel auf neutralem Platz Erste Niederlage Erste Niederlage auf neutralem Platz Erstes Länderspiel gegen Mexiko |
| 2   | 23.07.2000 | 0:7  | USA                 | * | Heredia 1 (CRC), Palacio de los Deportes                     | CONCACAF-Meisterschaft 2000- Endrunde      | Erstes Länderspiel gegen die USA                                                                                       |
| 3   | 25.07.2000 | 4:0  | Puerto Rico         | * | Heredia 1 (CRC), Palacio de los Deportes                     | CONCACAF-Meisterschaft 2000- Endrunde      | Erster Sieg Erster Sieg auf neutralem Platz Erstes Länderspiel gegen Puerto Rico                                       |
| 4   | 16.11.2001 | 0:9  | Kanada              | H | Willemstad                                                   | Freundschaftsspiel                         | Erstes Heimspiel Erste Heimniederlage Höchste Niederlage Höchste Heimniederlage Erstes Länderspiel gegen Kanada        |
| 5   | 19.04.2004 | 6:2  | Grenada             | * | Saint Augustine (TRI), UWI Sport & Physical Education Centre | CONCACAF-Meisterschaft 2004- Qualifikation | Erstes Länderspiel gegen Grenada                                                                                       |
| 6   | 20.04.2004 | 3:4  | Trinidad und Tobago | A | Saint Augustine (TRI), UWI Sport & Physical Education Centre | CONCACAF-Meisterschaft 2004- Qualifikation | Erstes Auswärtsspiel Erste Auswärtsniederlage Höchste Auswärtsniederlage Erstes Länderspiel gegen Trinidad und Tobago  |
| 7   | 21.04.2004 | 7:3  | Puerto Rico         | * | Saint Augustine (TRI), UWI Sport & Physical Education Centre | CONCACAF-Meisterschaft 2004- Qualifikation | Höchster Sieg Höchster Sieg auf neutralem Platz                                                                        |
| 8   | 23.04.2004 | 4:9  | Suriname            | * | Saint Augustine (TRI), UWI Sport & Physical Education Centre | CONCACAF-Meisterschaft 2004- Qualifikation | Höchste Niederlage auf neutralem Platz Erstes Länderspiel gegen Suriname                                               |

## Statistik
In der Statistik werden nur die offiziellen Länderspiele berücksichtigt.
Legende
- Sp. = Spiele
- Sg. = Siege
- Uts. = Unentschieden
- Ndl. = Niederlagen
- Hintergrundfarbe grün = positive Bilanz
- Hintergrundfarbe gelb = ausgeglichene Bilanz
- Hintergrundfarbe rot = negative Bilanz

### Gegner
| Land                | Kontinentalverband | Sp. | Sg. | Uts. | Ndl. | Torverhältnis |
| ------------------- | ------------------ | --- | --- | ---- | ---- | ------------- |
| Grenada             | CONCACAF           | 1   | 1   | 0    | 0    | 6:2           |
| Kanada              | CONCACAF           | 1   | 0   | 0    | 1    | 0:9           |
| Mexiko              | CONCACAF           | 1   | 0   | 0    | 1    | 1:4           |
| Puerto Rico         | CONCACAF           | 2   | 2   | 0    | 0    | 11:30         |
| Suriname            | CONCACAF           | 1   | 0   | 0    | 1    | 4:9           |
| Trinidad und Tobago | CONCACAF           | 1   | 0   | 0    | 1    | 3:4           |
| USA                 | CONCACAF           | 1   | 0   | 0    | 1    | 0:7           |
| Gesamt              | Gesamt             | 8   | 3   | 0    | 5    | 25:38         |

### Kontinentalverbände
| Kontinentalverband                 | Sp. | Sg. | Uts. | Ndl. | Torverhältnis |
| ---------------------------------- | --- | --- | ---- | ---- | ------------- |
| AFC (Asien)                        | 0   | 0   | 0    | 0    | 0:0           |
| CAF (Afrika)                       | 0   | 0   | 0    | 0    | 0:0           |
| CONCACAF (Nord- und Mittelamerika) | 8   | 3   | 0    | 5    | 25:38         |
| CONMEBOL (Südamerika)              | 0   | 0   | 0    | 0    | 0:0           |
| OFC (Ozeanien)                     | 0   | 0   | 0    | 0    | 0:0           |
| UEFA (Europa)                      | 0   | 0   | 0    | 0    | 0:0           |
| Gesamt                             | 8   | 3   | 0    | 5    | 25:38         |

### Anlässe
| Anlass                                      | Sp. | Sg. | Uts. | Ndl. | Torverhältnis |
| ------------------------------------------- | --- | --- | ---- | ---- | ------------- |
| CONCACAF-Meisterschaft-Endrundenspiele      | 3   | 1   | 0    | 2    | 05:11         |
| CONCACAF-Meisterschaft-Qualifikationsspiele | 4   | 2   | 0    | 2    | 20:18         |
| Freundschaftsspiele                         | 1   | 0   | 0    | 1    | 0:9           |
| Gesamt                                      | 8   | 3   | 0    | 5    | 25:38         |

### Spielarten
| Spielart                       | Sp. | Sg. | Uts. | Ndl. | Torverhältnis |
| ------------------------------ | --- | --- | ---- | ---- | ------------- |
| Heimspiele (H)                 | 1   | 0   | 0    | 1    | 0:9           |
| Spiele auf neutralem Platz (*) | 6   | 3   | 0    | 3    | 22:25         |
| Auswärtsspiele (A)             | 1   | 0   | 0    | 1    | 3:4           |
| Gesamt                         | 8   | 3   | 0    | 5    | 25:38         |

### Austragungsorte
| Austragungsort  | Land                                      | Sp. | Sg. | Uts. | Ndl. | Torverhältnis |
| --------------- | ----------------------------------------- | --- | --- | ---- | ---- | ------------- |
| Heredia         | Costa Rica                                | 3   | 1   | 0    | 2    | 05:11         |
| Saint Augustine | Trinidad und Tobago                       | 4   | 2   | 0    | 2    | 20:18         |
| Willemstad      | Niederländische Antillen (heute: Curaçao) | 1   | 0   | 0    | 1    | 0:9           |
| Gesamt          | Gesamt                                    | 8   | 3   | 0    | 5    | 25:38         |

### Spielergebnisse
|      | Gegentore | Gegentore | Gegentore | Gegentore | Gegentore | Gegentore | Gegentore | Gegentore | Gegentore | Gegentore |
| Tore | 0         | 1         | 2         | 3         | 4         | 5         | 6         | 7         | 8         | 9         |
| ---- | --------- | --------- | --------- | --------- | --------- | --------- | --------- | --------- | --------- | --------- |
| 0    | -         | -         | -         | -         | -         | -         | -         | 1         | -         | 1         |
| 1    | -         | -         | -         | -         | 1         | -         | -         | -         | -         | -         |
| 2    | -         | -         | -         | -         | -         | -         | -         | -         | -         | -         |
| 3    | -         | -         | -         | -         | 1         | -         | -         | -         | -         | -         |
| 4    | 1         | -         | -         | -         | -         | -         | -         | -         | -         | 1         |
| 5    | -         | -         | -         | -         | -         | -         | -         | -         | -         | -         |
| 6    | -         | -         | 1         | -         | -         | -         | -         | -         | -         | -         |
| 7    | -         | -         | -         | 1         | -         | -         | -         | -         | -         | -         |